# ديفيد سيلفا (لاعب كرة قدم)
ديفيد سيلفا (بالإسبانية: David Macalister Silva)‏ هو لاعب كرة قدم كولومبي في مركز الوسط، ولد في 13 ديسمبر 1986 في بوغوتا في كولومبيا. لعب مع ديبورتيس توليما وديبورتيفو بيريرا ونادي ميلوناريوس.

## وصلات خارجية
- ديفيد سيلفا (لاعب كرة قدم) على موقع قاعدة بيانات كرة القدم.إي يو (الإنجليزية)
- ديفيد سيلفا (لاعب كرة قدم) على موقع ناشيونال فوتبول تيمز (الإنجليزية)
- ديفيد سيلفا (لاعب كرة قدم) على موقع Soccerway.com (الإنجليزية)
- ديفيد سيلفا (لاعب كرة قدم) على موقع عالم كرة القدم.نت (الإنجليزية)
- ديفيد سيلفا (لاعب كرة قدم) على موقع AS.com (الإسبانية)